# Crkva sv. Barbare u Zaostrogu
Crkva sv. Barbare, crkva u Zaostrogu, općina Gradac, zaštićeno kulturno dobro

## Opis dobra
Crkva sv. Barbare na groblju naziva se u literaturi još i crkva sv. Bare, Stara crkva sv. Barbare, Grobljanska crkva i stara župska crkva. Crkva je sagrađena ispod sela u doba gotike i služila je kao župna crkva. U 18. st dobiva preslicu s tri otvora i ukrašenu volutama i crkvenu opremu. Kada se u selu gradi nova župna crkva sv. Barbare 1882. godine crkva postaje grobljanska crkva. U crkvi se čuvao triptih F. Naldija slikan temperom 1765. godine.Triptih je restauriran 90- tih godina i prenesen u zbirku franjevačkog samostana na obali.Crkva je opremljena jednostavnom kamenom oltarnom menzom na kojoj je slika „Polaganje u grob“ ulje na platnu novijeg datuma.

## Zaštita
Pod oznakom Z-4894 zavedena je kao nepokretno kulturno dobro - pojedinačno, pravna statusa zaštićena kulturnog dobra, klasificirano kao "sakralna graditeljska baština".